# Stazione di Saragozza-Delicias
La stazione di Saragozza-Delicias (in spagnolo Estación de Zaragoza-Delicias) è la principale stazione ferroviaria della città spagnola di Saragozza.

## Storia
La stazione è stata inaugurata il 7 maggio 2003.